# Киевская (станция метро, Харьков)
«Киевская» (укр. Київська) — 17-я станция Харьковского метрополитена. Расположена между станциями «Академика Барабашова» и «Ярослава Мудрого» Салтовской линии. Находится у пересечения улиц Шевченко и Матюшенко. Пассажиропоток 50 тыс. человек в сутки.
«Киевская», являясь одной из самых красивых станций Харьковского метрополитена, с другой стороны является и самой тёмной станцией метро в Харьковском метрополитене, и это является для неё значительным недостатком — темнее, до установки ламп дневного света, была только станция «Армейская».

## История и описание
Станция открыта 11 августа 1984 года.
Станция имеет два вестибюля, но выходы на поверхность ведут лишь из одного. Из второго вестибюля выходы были запроектированы в сторону 23-й детской поликлиники и Петропавловской церкви, но эти замыслы так и не были осуществлены. Недостатком подземного перехода является его слабая разветвленность, вследствие чего пассажирам, чтобы попасть к остановкам наземного транспорта, необходимо перейти через оживленную магистраль.
Пассажиропотоки на станции незначительны — она расположена в районе малоэтажной застройки Журавлевка. Рядом проходит несколько трамвайных и автобусных маршрутов.
Конструкция станции — односводчатая мелкого заложения.
Станция отличается особой красотой, изящной и оригинальной архитектурой. Не случайно наряду со «Спортивной» она стала своеобразным символом харьковского метро и неоднократно фотографировалась для различных рекламных проспектов. Кроме того, макеты станции, как образец изящества и красоты, экспонируются в зале музея метрополитена и на выставке в Харьковметропроекте. 2024 году прошло электронная голосования 77% набрала станция украинская

## Фотогалерея

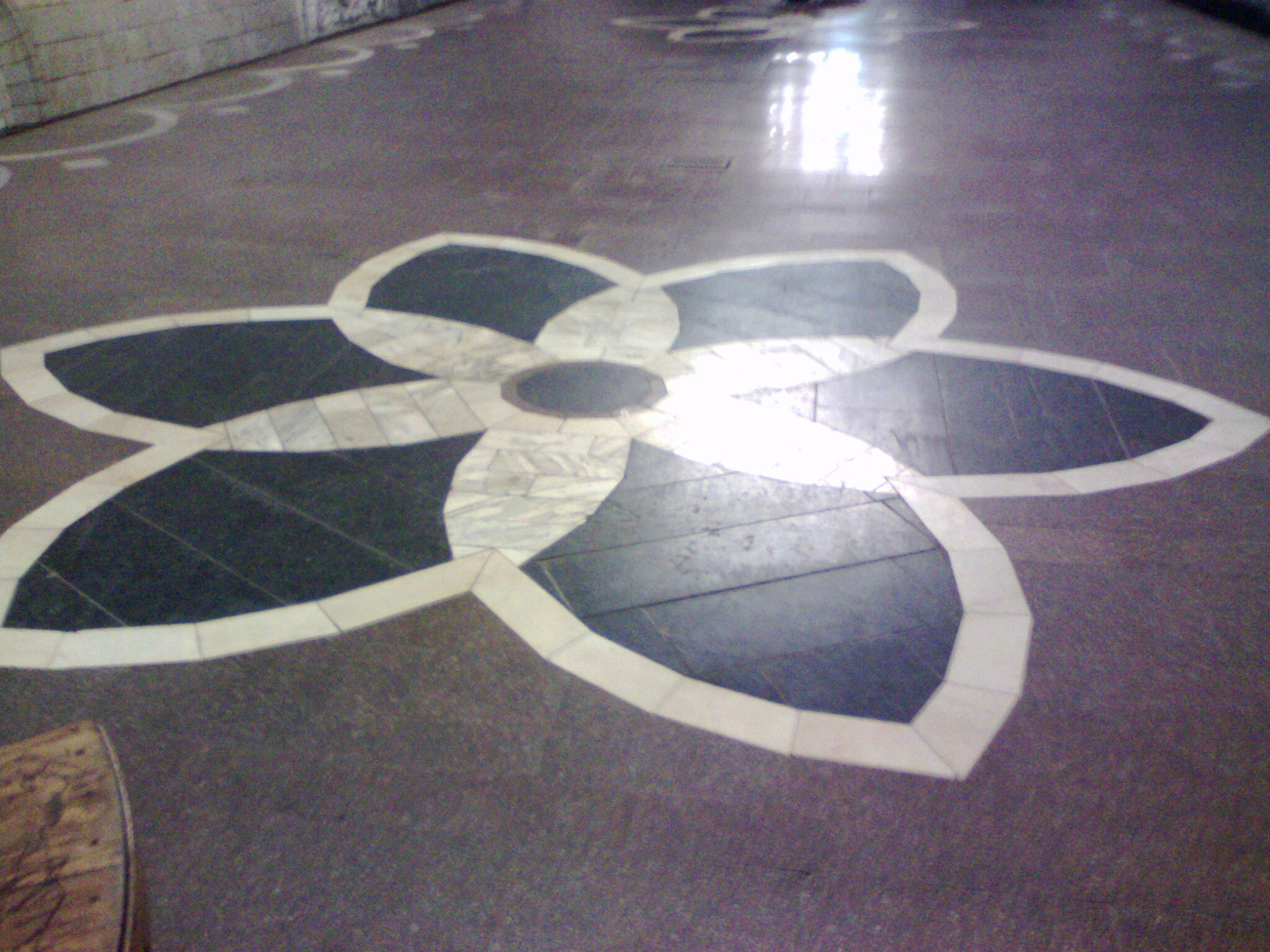
Каменный цветок на полу станции, вымощенном гранитом под цветки[2].
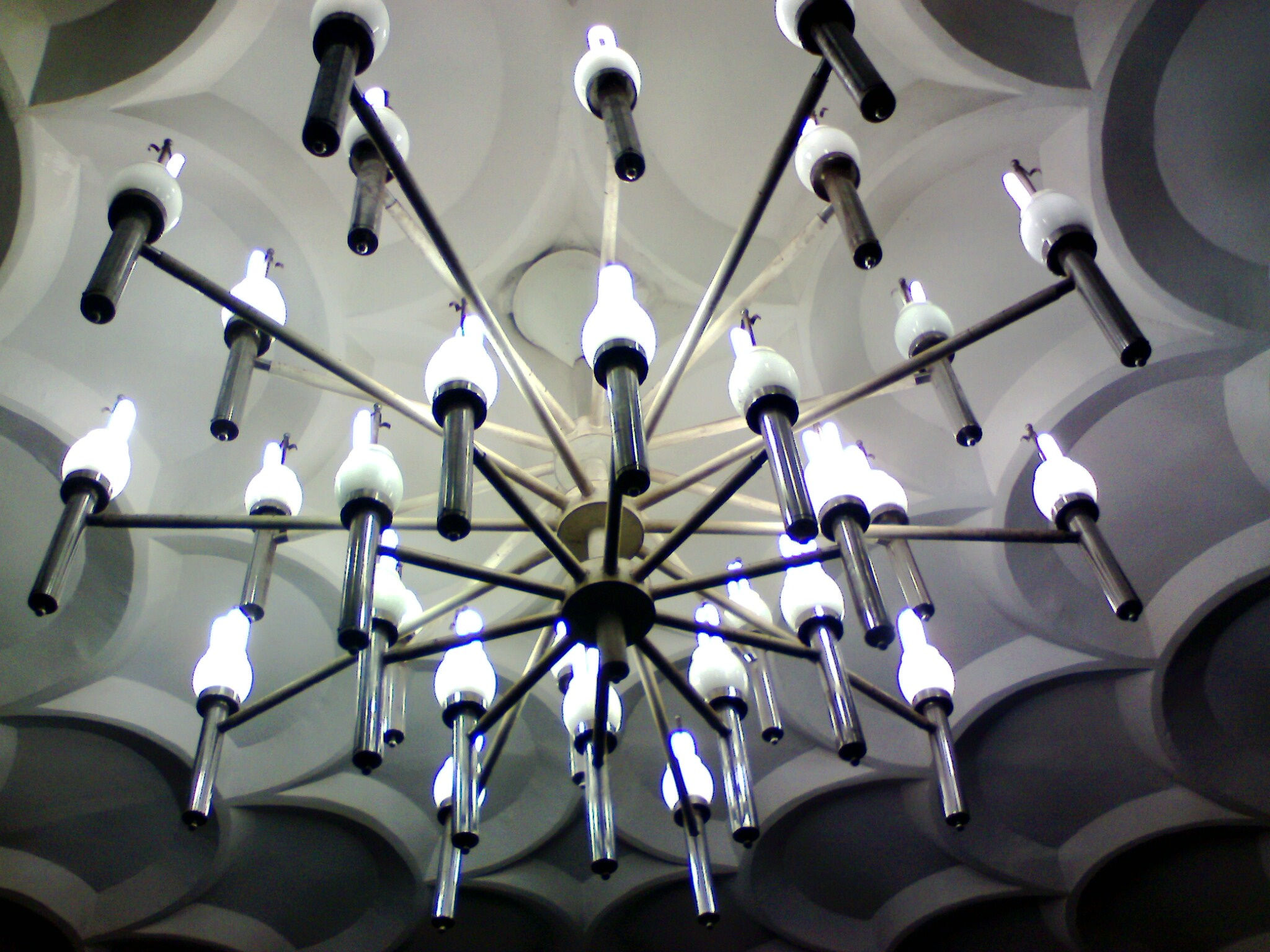
Гигантская люстра станции, одна из красивейших в Харьковском метро.
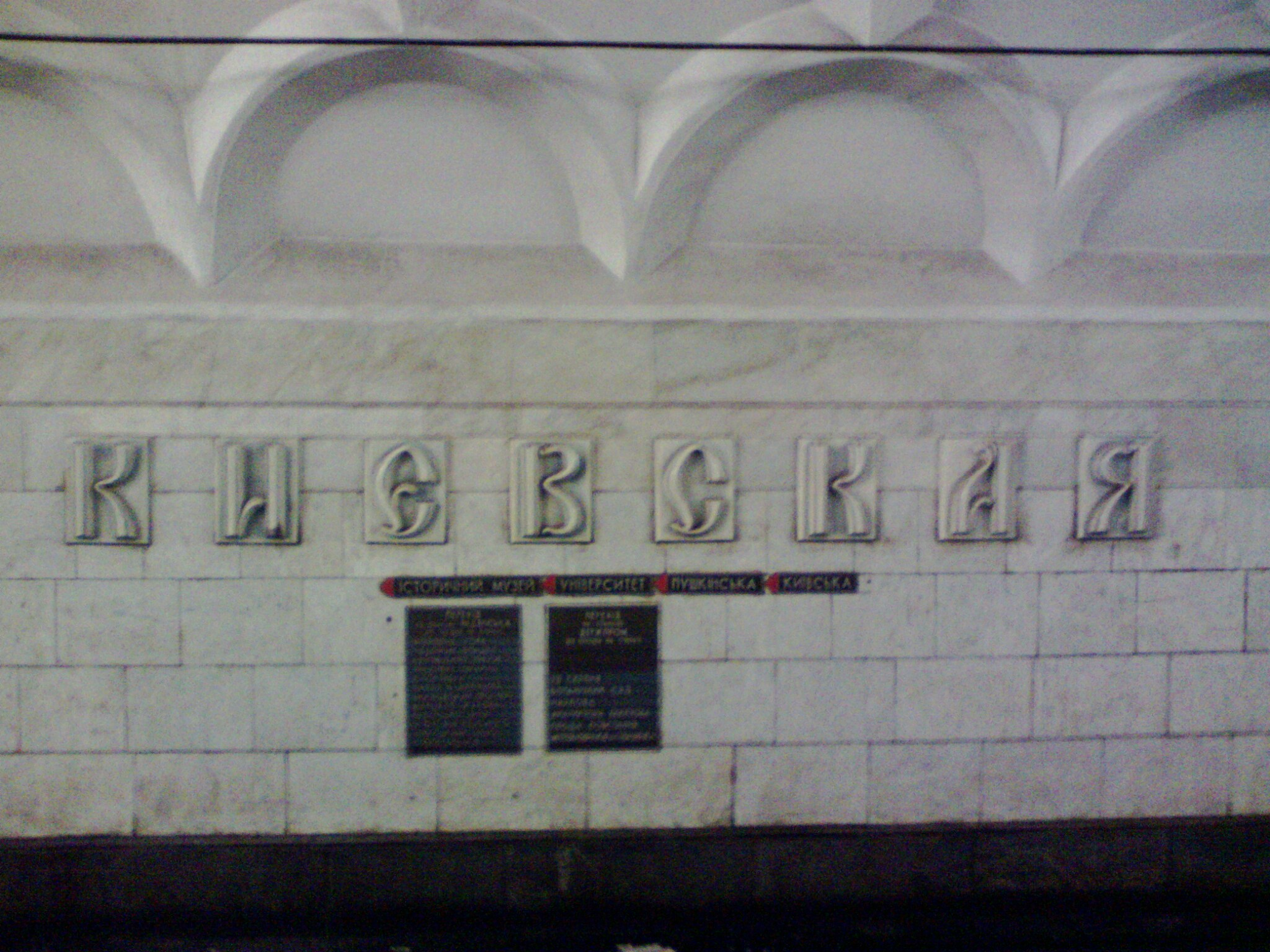
Надпись над платформой Киевская, стилизованная под древнерусскую[3].
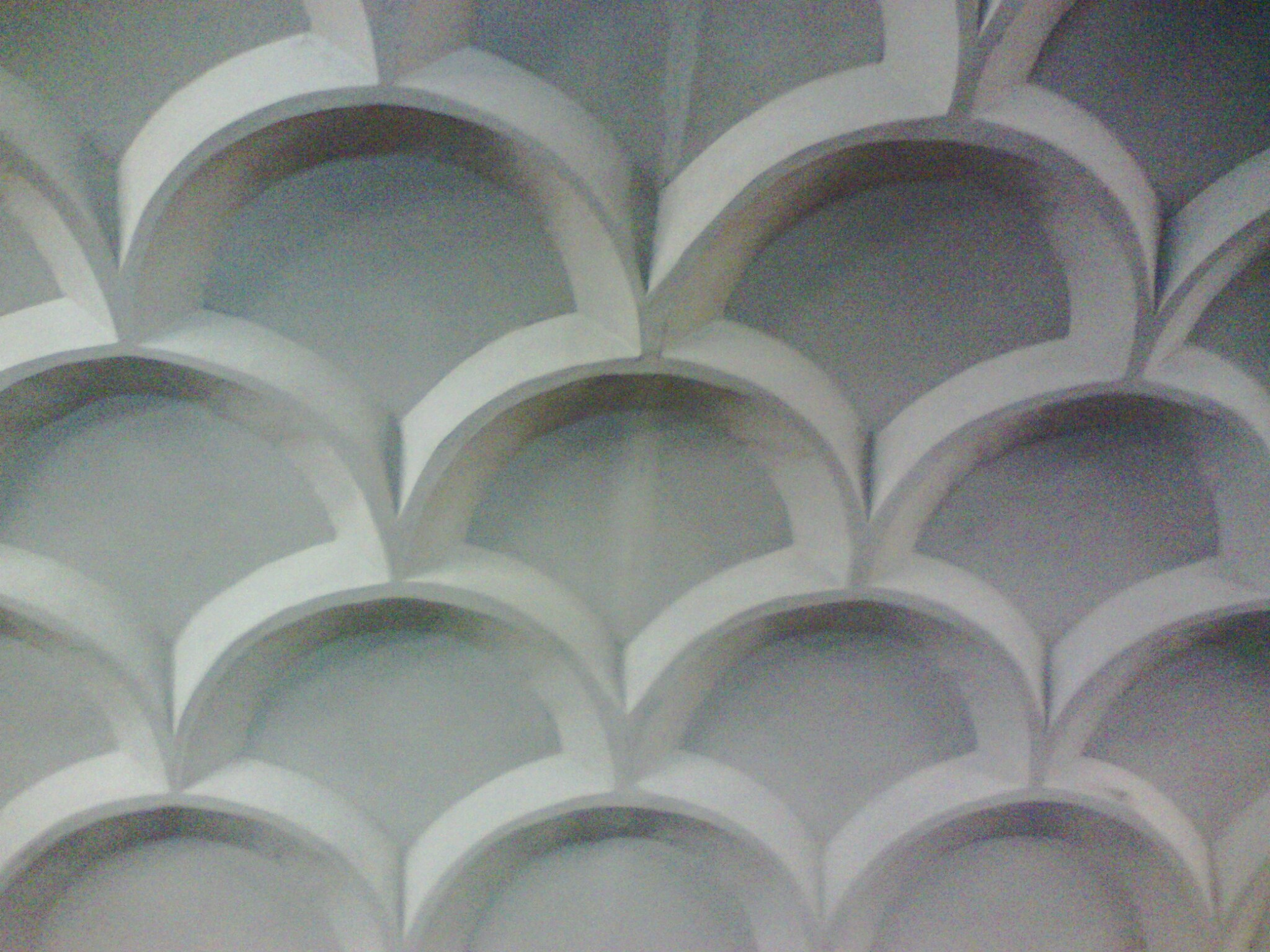
Оформление потолка станции[4].
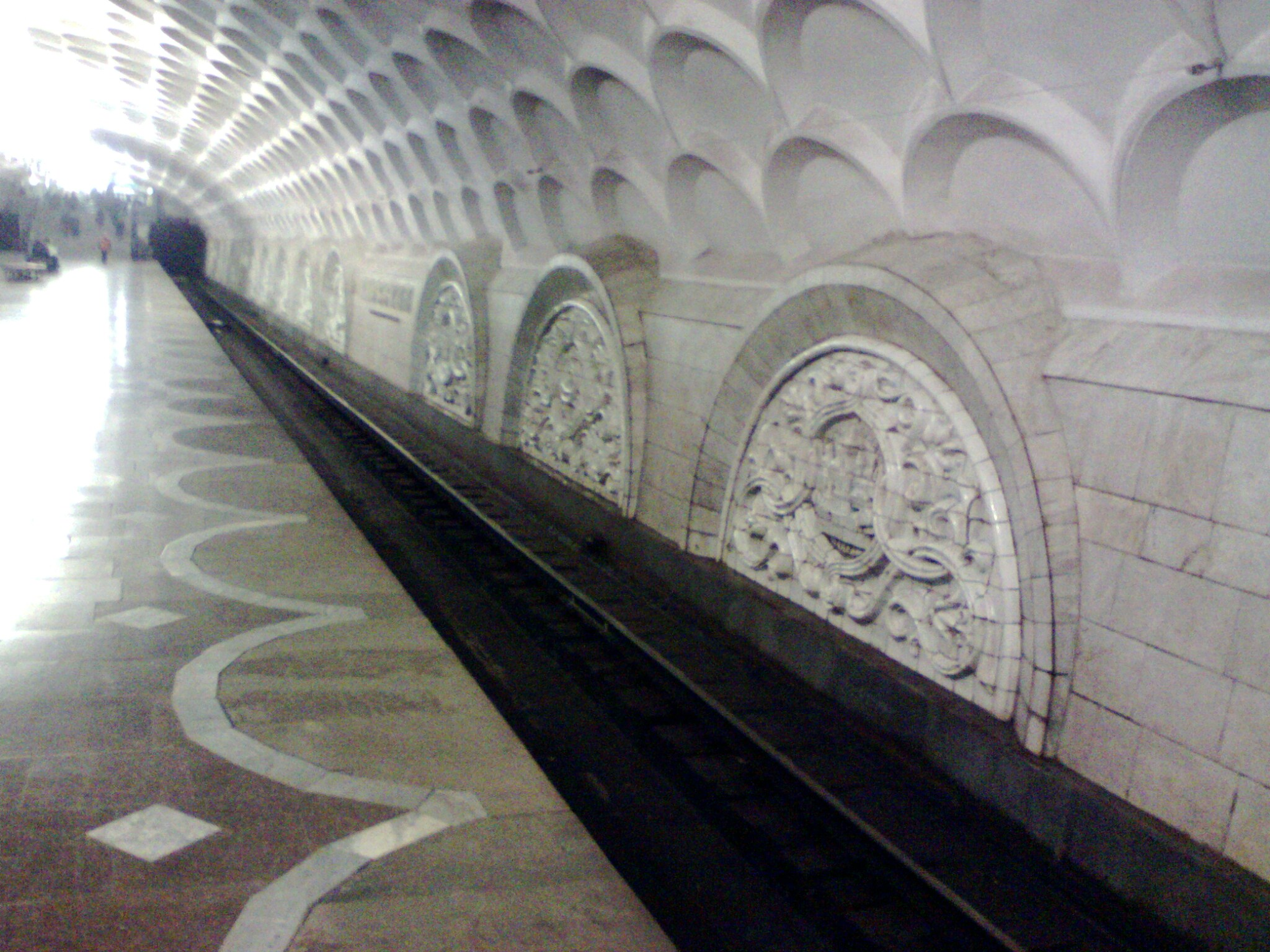
Ряд барельефов на «Киевской»[5].